# Đồng Huy Thái
Đồng Huy Thái (sinh ngày 7 tháng 1 năm 1985 tại Thanh Hóa) là một cựu cầu thủ bóng đá người Việt Nam từng chơi ở vị trí tiền vệ cho Hà Nội T&T. Anh cũng thi đấu cho đội tuyển quốc gia Việt Nam, từng tham dự Cúp bóng đá châu Á 2007.